# Riethgen
Riethgen ist ein Ortsteil der Landgemeinde Kindelbrück im Landkreis Sömmerda in Thüringen.

## Geografie
Riethgen liegt südöstlich von Kindelbrück im Thüringer Becken.

## Geschichte
Erstmals wurde der Ort im Jahr 786 im Güterverzeichnis der Abtei Hersfeld urkundlich erwähnt. Der Ort gehörte bis 1815  zum kursächsischen Amt Weißensee. Durch die Beschlüsse des Wiener Kongresses kam er zu Preußen und wurde 1816 dem Landkreis Weißensee im Regierungsbezirk Erfurt der Provinz Sachsen zugeteilt, zu dem er bis 1944 gehörte.
Ende 1940 waren in Riethgen 12 polnische Zwangsarbeiter im Einsatz. 1942 kamen aus der Ukraine verschleppte Menschen hinzu. Somit lag die Zahl der Personen in der landwirtschaftlichen Zwangsarbeit bei 29. Am 6. Juni 1943 versuchten zwei Zwangsarbeiter, Semon Kalig (Jg. 1919) und Iwan Loritzki (Jg. 1926), zu fliehen. Es wurde der Gendarmerieposten in Kindelbrück alarmiert und eine Fahndung begonnen. Das Schicksal der beiden Zwangsarbeiter ist nicht bekannt.
Heute gehört das Gelände der früheren Deutsch-Ordens-Commende Griefstedt zu Riethgen (Geschichte und der Abriss von Schloss und Kirche siehe Griefstedt).
Zum 1. Januar 2023 wurde Riethgen nach Kindelbrück eingemeindet.

## Politik
Der Gemeinderat aus Riethgen setzte sich aus sechs Mitgliedern einer Freien Wählergruppe zusammen.
Der letzte ehrenamtliche Bürgermeister Manuel Höwner wurde am 26. Juli 2015 gewählt.

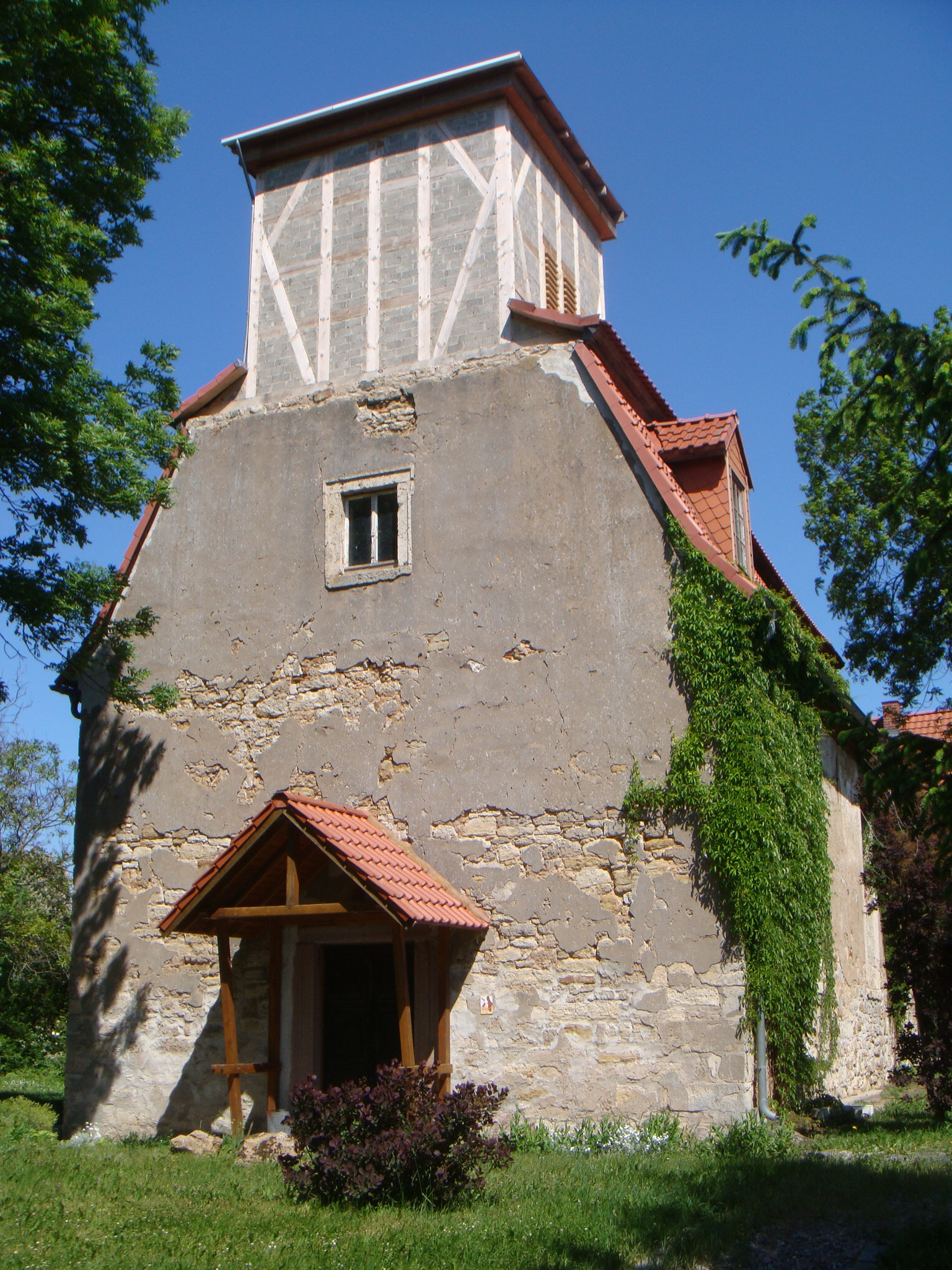
Evangelische Kirche 2012

## Kultur und Sehenswürdigkeiten
- Evangelische Dorfkirche
- Wildgehege nahe am Ort